# 松島剛蔵
松島 剛蔵（まつしま ごうぞう、文政8年3月6日（1825年4月23日） - 元治元年12月19日（1865年1月16日））は、幕末の長州藩士、医師。尊王攘夷および倒幕運動派の志士として活動したが、長州藩の俗論派（幕府派）によって処刑された。甲子殉難十一烈士の一人である。

## 生涯
長州藩の藩医である松島瑞蟠の長男として文政8年（1825年）3月6日、萩中ノ倉に生まれた。弟に吉田松陰の妹婿である小田村伊之助（楫取素彦）と小倉健作（松田謙三）がいる。天保2年（1831年）、父・瑞蟠が狂を発し廃人となったため家督を継ぐ。禄39石余り。
江戸遊学し、坪井信道に4年間従学のち、世子である毛利元徳の侍医となった。のち、長崎に赴き勝海舟らと共に長崎海軍伝習所でオランダ人に航海術を3年間学び、帰藩して洋学所・軍艦教授所を創立する。軍艦教授所の門下生には高杉晋作らがいた。桂小五郎（木戸孝允）、吉田松陰とは友人であり、特に松下村塾の門下生らと提携して様々な活動を行った。
安政4年（1857年）、長州藩初の西洋式軍艦製造にともない、初代長州藩海軍総督となり、丙辰丸艦長に就任する。桂小五郎と共に海軍の充実と丙辰丸の江戸航海について、藩庁に請願書を提出する。万延元年（1860年）、藩はこれを許可し、高杉晋作・久坂玄瑞ら士分6人と舸子14人が丙辰丸に乗り込み、外洋を航海し同年6月、江戸に入る。同年7月、桂小五郎に水戸藩の西丸帯刀・野村彝之介・住谷寅之介らを紹介し、水戸藩と長州藩が連帯して行動することを約した「丙辰丸の盟約」（成破の約）を丙辰丸艦内で結ぶ。
文久2年（1862年）、高杉晋作、久坂玄瑞らと共に御楯組を結成する。12月12日、江戸品川の御殿山に建設中だったイギリス公使館を襲撃した（英国公使館焼き討ち事件）。
文久3年（1863年）5月、下関戦争に参加、直接に自身が指揮する庚申丸でアメリカ商船を攻撃した。これを皮切りに、23日にはフランス艦を、26日にはオランダ艦に砲撃を浴びせた。ただ驚愕するばかりの両艦はなんとか逃走した。「攘夷が成功した!」と、長州藩は勝利に沸きたつ。同年6月、米国軍艦（ワイオミング号）の猛烈な反撃にあい、他の長州艦船（癸亥丸、壬戌丸）と共に庚申丸は沈没した。大砲、砲台も破壊されて大損害をこうむり、5日にはフランス軍艦（フリゲート艦セミラミスと通報艦タンクレード）が下関を砲撃した。250人の武装兵が上陸し、砲台を破壊、付近の村を焼き払った。松島はこの戦闘の際に負傷している。
元治元年（1864年）、禁門の変が起こり、久坂玄瑞らが戦死する。幕府による第一次長州征伐で俗論派が藩政権を握ったため、松島は萩野山獄に投ぜられる。同年12月16日、「高杉晋作が功山寺で挙兵」との報が萩に伝わるや、その3日後の12月19日に処刑された。享年40（満39歳没）。
辞世の句は
である。
明治時代になって正四位の位が贈られた。誕生の地には今も石碑が立ち、墓は山口県萩市の東光寺にある。

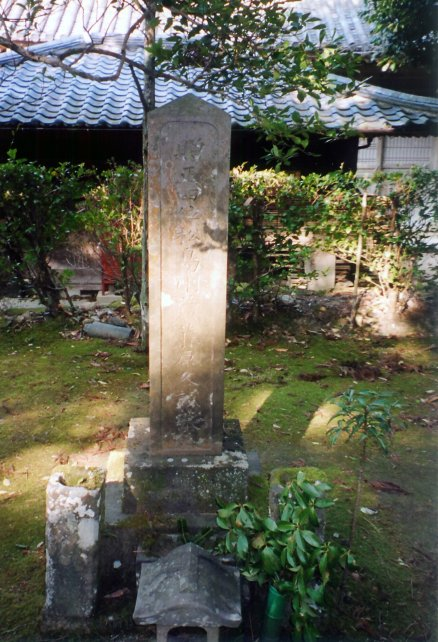
東光寺にある松島剛蔵の墓

## 著書
（長州藩）松島剛蔵「覚」書という書籍が現存する。

## 登場する作品
- 花燃ゆ - 2015年、NHK、演：津田寛治